# Quatro Pontes
Quatro Pontes est une municipalité brésilienne située dans l'État du Paraná.